# Detroit Grand Pubahs
Die Detroit Grand Pubahs sind ein House-Produzenten-Duo aus den USA. Sie bestehen aus Dr. Toefinger (Andy Toth) und Paris the Black Fu (Mack Goudy, Jr.). Beide stammen aus Detroit.
Bekannt wurden die Detroit Grand Pubahs vor allem durch den Track Sandwiches. Dieser schaffte es im Jahre 2000 unter die Top 20 der US-Charts.

## Diskographie

### Singles
- Mad Circus EP (1999)
- Sandwiches 12" (2000)
- Ride 12" (2001)
- The Clapper 12" (2003)
- The Galactic Ass Creatures From Uranus Remixes EP (2004)
- Assistance From An Unknown Source 12" (2005)
- Surrender 12" (2005)
- Black Matters 12" (2006)
- Blind Date 12" (2006)
- Ride remixes 12" (2006)
- Riot 66 12" (2006)
- Skydive From Venus (2007)
- Filth N' Dirt 12" (2007)
- Birth In Zero Gravity 12" (2007)
- Thanks For Coming (2008)
- Rollin' Papers & Bush 12" (2008)
- BUttFUnkula And The Remixes From Earth Vol.1 (2009)
- Numb Deaf & Dumb 12" (2010)

### Alben
- Funk All Y'all (2001)
- Galactic Ass Creatures From Uranus (2004)
- Nuttin Butt Funk (2008)
- Madd Circus (2010)